# Олькино
Олькино — деревня в Белозерском районе Вологодской области.
Входит в состав Визьменского сельского поселения, с точки зрения административно-территориального деления — в Георгиевский сельсовет.
Расстояние до районного центра Белозерска по автодороге — 92 км, до центра муниципального образования деревни Климшин Бор  по прямой — 18 км. Ближайшие населённые пункты — Бекренево, Ивановская, Иштомар.
Население по данным переписи 2002 года — 4 человека.